# Yamba (Bouenza)
Yamba es una localidad de la República del Congo, constituida administrativamente como un distrito del departamento de Bouenza en el sur del país.
En 2011, el distrito tenía una población de 14 370 habitantes, de los cuales 6816 eran hombres y 7554 eran mujeres.
Se ubica en la zona oriental del departamento, unos 50 km al este de la capital departamental Madingou, cerca del límite con el vecino departamento de Pool. Se accede a la localidad a través de la carretera P21, una ruta secundaria que une Mouyondzi con Mindouli conectando la carretera P8 con la N1. La localidad se ubica a una altitud de 312 m s. n. m.